# Li Paj
Li Paj (Li Bai) (kínai írással 李白, 701–762) kínai költő, a Tang-dinasztia idején élt. Nevének régiesebb formái a Li Po (Li Bo), de leginkább Li Taj-po (Li Tai Bo) (李太白), a nyugati világban is ezek terjedtek el. Ismert még "Halhatatlan költő", Si hszien (Shī xiān) (诗仙) néven is.
Kína irodalmának történetében őt tartják az egyik legnagyobb költőnek Tu Fu (Du Fu)val együtt. Megközelítőleg 1100 költeménye maradt fenn. Költeményeit a nyugati világ az Ezra Pound által japán változatokból készített nagyon szabad fordítások alapján ismerte meg. Magyarra a 20. század legjobb költői közül jó néhány fordított Li Pajt (Bait), például Kosztolányi Dezső, Weöres Sándor és Faludy György.
Li Paj (Bai) ismert a költészetében megjelenő határtalan képzelőerejéről, taoista hasonlatairól és az alkohol iránt megmutatkozó nagy szeretetéről. Csakúgy, mint Tu Fu (Du Fu), életének nagy részét ő is utazással töltötte, bár az ő esetében ez azért volt, mert megengedhette magának, és nem azért, mert szegénysége erre késztette. A legenda szerint belefulladt a Jangce-folyamba, amikor kiesett a csónakjából, mert részegen meg akarta ölelni a hold tükörképét.

## Élete
Li Paj (Li Bai) születésének helye bizonytalan, de lehet, hogy Szujjeből (Suiye-ből) (a mai Tokmok közelében, Kirgizisztán, Közép-Ázsia) származik. 5 éves korában családja Csiangjuba (Jiangyou-ba) költözött, a jelenlegi Csengtu (Chengdu) közelébe, a mai Szecsuan tartományban.
A konfucianizmus és a taoizmus voltak rá nagy hatással. Az arisztokratikus Tang-dinasztia idején a családi örökség nem sok lehetőséget adott számára, szeretett volna ugyan hivatalt viselni, de nem vett részt a császári vizsgákon. Ehelyett 25 éves korától elkezdett utazgatni Kínában, gondtalan életet élve és a bor élvezetének szentelve magát – a helyes konfuciánus viselkedésnek abszolút ellentmondó módon.
Személyisége egyaránt elbűvölte az arisztokratákat és az egyszerű embereket is, így 742-ben bemutatták Tang Hszüan-cung (Tang Xuanzong) (唐玄宗) császárnak is. Kapott egy állást a Hanlin Akadémián. Li Paj (Li Bai) kevesebb mint két évig maradt költőként a császár szolgálatában, mert ismeretlen okból száműzték (bár él egy olyan legenda is, hogy részegen tiszteletlenül viselkedett a császárral). Ezután élete végéig kóborolt az országban.
744 őszén és a rákövetkező évben is találkozott Tu Fu (Du Fu)val, és bár többször már nem találkoztak, barátságuk különösen fontos szerepet játszott Tu Fu (Du Fu) ismertté válásában (verseinek tucatja szól Li Paj (Li Bai)hoz, vagy Li Paj (Li Bai)ról, miközben Li Paj (Li Bai) összesen egy verset írt Tu Fu (Du Fu)hoz).
Az An Lu-san (An Lushan) lázadás idején belekeveredett egy, a császár ellen irányuló felkelésbe, bár nem tudjuk pontosan, hogy ezt önként tette-e. A felkelés sikertelensége miatt másodszor is száműzték. Jelangba (Yelangba) kellett volna mennie, de mielőtt megérkezett volna, kegyelmet kapott.
Tangtuban (Dangtuban) (ma Anhuj (Anhui) tartomány) halt meg. A hagyomány szerint megfulladt, mert megpróbálta elkapni a hold tükörképét egy folyóban, de néhány írástudó szerint halálának oka higanymérgezés a taoista halhatatlanság-elixírek miatt, mások szerint pedig alkoholmérgezésbe halt bele.

## Költészete
Több mint ezer verset tulajdonítanak neki, bár ezek közül soknak nem bizonyított az eredetisége. Legismertebbek a jüe-fu (yuefu) (乐府) versei. Nevét gyakran összekapcsolják a taoizmussal: műveiben erősen jelen van, mind a spontaneitásban, mind az érzelmekben, amit a versek kifejeznek. Mindazonáltal az általa használt ku-feng (gufeng) („ősi fuvallat”) sokszor a konfuciánus etika nézőpontját alkalmazza, és sok alkalmi verse is meglehetősen konvencionális.
Ahogyan a zseni Mozartról is, Li Paj (Li Bai)ról is sok legenda él arról, hogy milyen könnyedén írta verseit; azt mondják, meglepő gyorsasággal volt képes verset írni, javítás nélkül. Kedvenc formája a csüe-csü (jueju) (5 vagy 7 írásjegyesből álló, 4 soros vers), amiből legalább 160-at írt. Li Paj (Li Bai) nyelvhasználata nem volt olyan kifinomult, mint Tu Fu (Du Fu)é, de szabad szellemisége és képzelőereje nagy hatással van olvasóira. Li Paj (Li Bai) éles megfigyelőképessége megjelenik verseiben, sokat írt az életről, a természetről és a barátságról. Az olyan versei, mint például a Csang-kan hszing (Changgan xing) (Ezra Pound fordítása: A River Merchant’s Wife: A Letter), az átlagemberek viszontagságait vagy érzelmeit örökítik meg.
Egyik leghíresebb verse az „Egyedül borozgatám a Holddal” (Jüe-hszia tu-cso (Yuè Xià Dú Zhuó), 月下独酌), jó példája egyik legismertebb témáinak – nagyon spontán vers, teli természeti hasonlatokkal és megszemélyesítésekkel.

## Hatása másokra
Ismertsége nyugaton Ezra Poundnak (aki japánból fordította le néhány versét) és Gustav Mahlernek (aki négy Li Paj (Li Bai) verset dolgozott fel a Das Lied von der Erde című művében) köszönhető. Az utóbbiak alapjául Hans Bethge német fordításai szolgáltak, amelyek a Die chinesische Flöte („A kínai fuvola”) című antológiában jelentek meg, és amelyeket a francia fordítás követett.
A Merkúr bolygón egy krátert Li Paj (Li Bai)ról neveztek el.

## Művei magyarul

### Önálló kötetben
- Barna János: Li-Tai-Po versei. Makó, 1925. (46 verse)
- Li Taj-po versei. Válogatta, az utószót és a jegyzeteket írta: Csongor Barnabás. Fordította: András László, Bernáth István, Demény Ottó, Dudás Kálmán, Franyó Zoltán, Garai Gábor, Illyés Gyula, Kalász Márton, Kálnoky László, Károlyi Amy, Kemenes Inez, Kosztolányi Dezső, Nagy László, Nemes Nagy Ágnes, Orbán Ottó, Rónay György, Szabó Lőrinc, Szedő Dénes, Szerdahelyi István, Timár György, Weöres Sándor. Európa Könyvkiadó, Budapest 1961. (244 verse)

### Antológiákban
- Kosztolányi Dezső: Kínai és japán költők. Révai, Budapest 1931. (több kiadás, összesen 18 verse)
- Ágner Lajos:Száz kínai vers. Budapest, 1937. (25 verse)
- Illyés Gyula: Kínai szelence. Európa Könyvkiadó, Budapest 1958. (8 verse)
- Li Taj-po, Tu Fu, Po Csü-ji versei. (Lyra mundi) Európa Könyvkiadó, Budapest 1976. (több kiadás, az 1961-es önálló kötetének versfordításaival)
- Faludy György: Kínai költészet. Glória, Budapest 2000. ISBN 9639283061 (14 verse)

### Magyarul
- Csongor Barnabás: „Li Taj-po”. In Li Taj-po versei. Európa Könyvkiadó, Budapest 1961. 287–300. o.
- Pikó Anna: Li Bai útja a világirodalom történetében. PhD disszertáció. ELTE, Budapest 2007.

### Idegen nyelven
- Edkins, Joseph (1888). "Li Tai-po as a Poet", The China Review, Vol. 17 No. 1 (1888 Jul) . Retrieved from , 19 January 2011.
- Eide, Elling (1973). "On Li Po", in Perspectives on the T'ang. New Haven, London: Yale University Press, 367-403.
- Kroll, Paul (2001). “Poetry of the T’ang Dynasty,” in Victor H. Mair. ed., The Columbia History of Chinese Literature. (New York: Columbia University Press, 2001). ISBN 0231109849, pp. 274–313.
- Stephen Owen 'Li Po: a new concept of genius," in Stephen Owen. The Great Age of Chinese Poetry : The High T'ang. (New Haven Conn.: Yale University Press, 1981). ISBN 9780300023671.
- Varsano, Paula M. (2003). Tracking the Banished Immortal: The Poetry of Li Bo and its Critical Reception (University of Hawai'i Press, 2003). ISBN 978-0-8248-2573-7,
- Waley, Arthur (1950). The Poetry and Career of Li Po (New York: MacMillan, 1950). ASIN B0006ASTS4.